# Daan Samson
Daan Samson (1973) is een Nederlands kunstenaar. Zijn werken
behandelen taboes, pijnpunten en
verworvenheden van de welvaartsamenleving.

## Biografie
Samson woont en werkt in Rotterdam en volgde zijn opleiding aan de
Willem de Kooning Academie.

## Werkwijze
Samson wordt tezamen met Jonas Staal en Tinkebell gerekend tot een nieuwe categorie mediakunstenaars. Door zelf uitgesproken posities binnen de media in te nemen, worden maatschappelijke thema's aangekaart. In het geval van Samson verspreidt de kunstenaar werken waarin er wordt aangespoord de geneugten van de welvaartssamenleving te omarmen. Veelvuldig plaatst hij kenmerken van het Westerse streven naar welzijn en zelfbevestiging op één lijn met de normen en waarden binnen politiek, media, kunstwereld en maatschappelijk debat. Volgens critici neemt hij een cynisch standpunt in, waardoor het overeenkomsten zou vertonen met een rechts-liberaal betoog.
Samson noemt zichzelf welvaartskunstenaar.  Zijn benaderingswijze vertaalt zich in de productie van performances, installaties en foto's. 

### Welvaartsbiotopen
Sinds 2020 werkt Samson aan een reeks kunstwerken onder de titel Welvaartsbiotopen. In vitrines en kunstinstallaties bootst hij stukken ‘oorspronkelijke natuur’ na, en plaatst daarin welvaartsartikelen. Op cultuurblog Trendbeheer zegt Samson: “Het lijkt erop dat we allemaal verlangen naar een leven in ongerepte natuur, terwijl onze wereldwijd groeiende welvaart toch vooral drijft op consumptie, innovatie en globalisering. Mijn welvaartsbiotopen illusteren die spagaat”.
In 2021 realiseerde Samson in de tuin van Museum Boijmans Van Beuningen een ‘welvaartsbiotoop’ gebaseerd op natuur in Centraal-Amerika. Tussen levende planten waren consumentenartikelen zoals zitobjecten en cosmetica-apparaten te zien; waarvan een aantal een vaste plek heeft in de designcollectie van het museum.
In bepaalde 'welvaartsbiotopen' laat Samson mierenkoloniën wonen. Over de myrmecotrofie tussen mieren- en plantensoorten ontving Samson adviezen van oud-hortulanus Art Vogel.

### Couplet 2.0
Eind 2019 was Samson de tweede participant binnen Couplet 2.0, een kunstproject van Concordia Enschede waarbij er steeds een kunstenaar en inwoner van Enschede aan elkaar gekoppeld worden. Samson koos voor een samenwerking met Andrei Haret, de algemeen directeur van Grolsch. Gezamenlijk produceerden Samson en Haret een kunst-bier met de naam Grolsch Couplet 2.0 - Andrei Haret & Daan Samson. Het bier werd uitgegeven in een genummerde oplage van vijftig exemplaren en werd gesigneerd door zowel Samson als Haret. De kunst-editie zou een ode zijn aan het begrip voorspoed. Samson zegt daarover: "Andrei Haret is opgegroeid in het Roemenië van de jaren 70 en 80. In zijn jeugd waren voedseltekorten en lange rijen voor de winkels gewoon. Via televisieprogramma’s uit het Westen leerde hij de betekenis van vrijheid van meningsuiting en vrije handel kennen. Sinds september hebben wij gewerkt aan een kunstwerk waarmee we een hulde aan het thema’ voorspoed’ konden brengen.” 

### Plumbing the Depths (met Bert Kreuk)
In 2018 verzocht Samson de in Zwitserland wonende kunstverzamelaar Bert Kreuk om hem in zijn Rotterdamse appartement te helpen met het monteren van een regendouche. De samenwerking zou een hommage zijn aan zogenoemde ‘vader en zoon-klusmomenten’. Eveneens zou de performance als een eigentijdse variatie moeten worden beschouwd op conceptuele ready made kunst. Samson zou de vraag centraal willen stellen of het uitvoeren van een private doe-het-zelf-klus als een hedendaagse kunst-handeling kan worden beschouwd, én welke invloed het zou kunnen hebben wanneer een 'vooraanstaand collectioneur' zijn medewerking aan een dergelijke activiteit geeft.

### WikiCommons
Samson's fotoserie WikiCommons (2017) bestaat uit afbeeldingen welke speciaal zijn gemaakt om te worden toegevoegd aan de media-database van Wikimedia Commons. De kunstenaar heeft zichzelf laten portretteren direct naast bestaande kunstwerken in de openbare ruimte. Samson lijkt de objecten 'op te eisen'. De illusie wordt gewekt dat hijzelf de producent is van diverse sculpturen in Nederlandse woonwijken, parken, stationspleinen en langs snelwegen. Aan de daadwerkelijke ontwerpers wordt er door Samson geen aandacht besteed. De artiest zegt gebruik te maken van artikel 18 in de Nederlandse auteurwet, waarin is bepaald dat kunstobjecten op of aan de openbare weg vrijelijk mogen worden gefotografeerd en dat het een ieder is toegestaan om afbeeldingen ervan te publiceren, te verhandelen en openbaar tentoon te stellen.

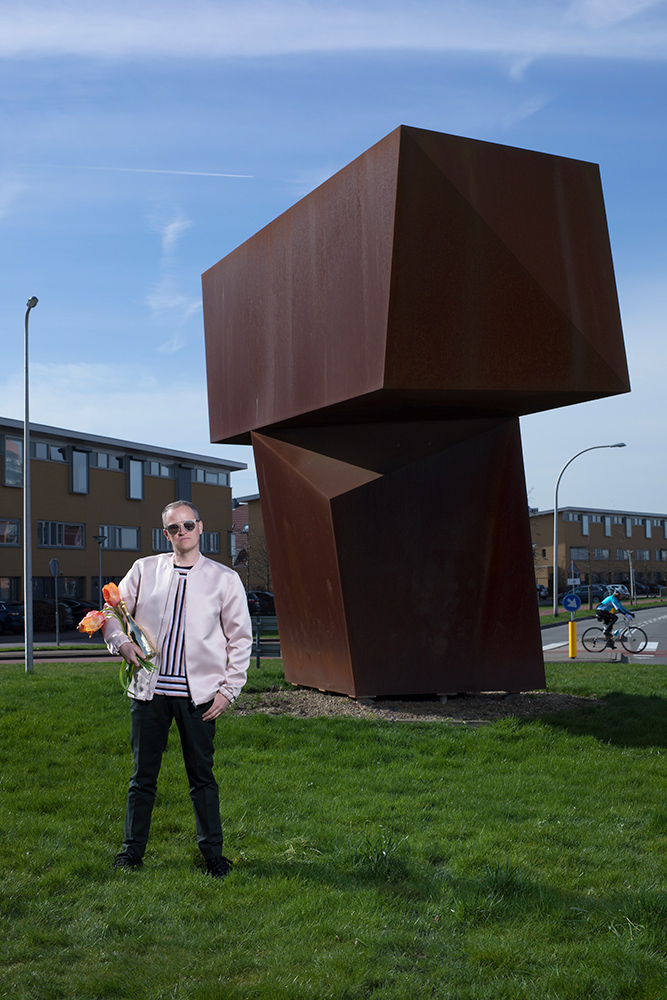
Rotonde Laan van Welhorst / Sophialaan, Hendrik-Ido-Ambacht
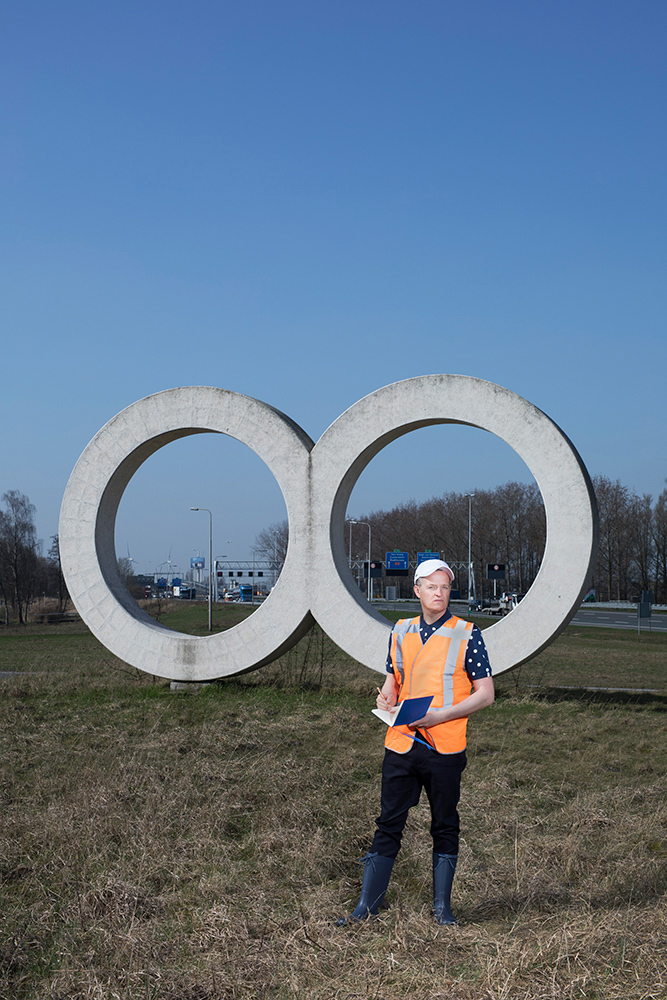
A12 t.h.v. 'afrit Gouda', Gouda (grondgebied Waddinxveen)
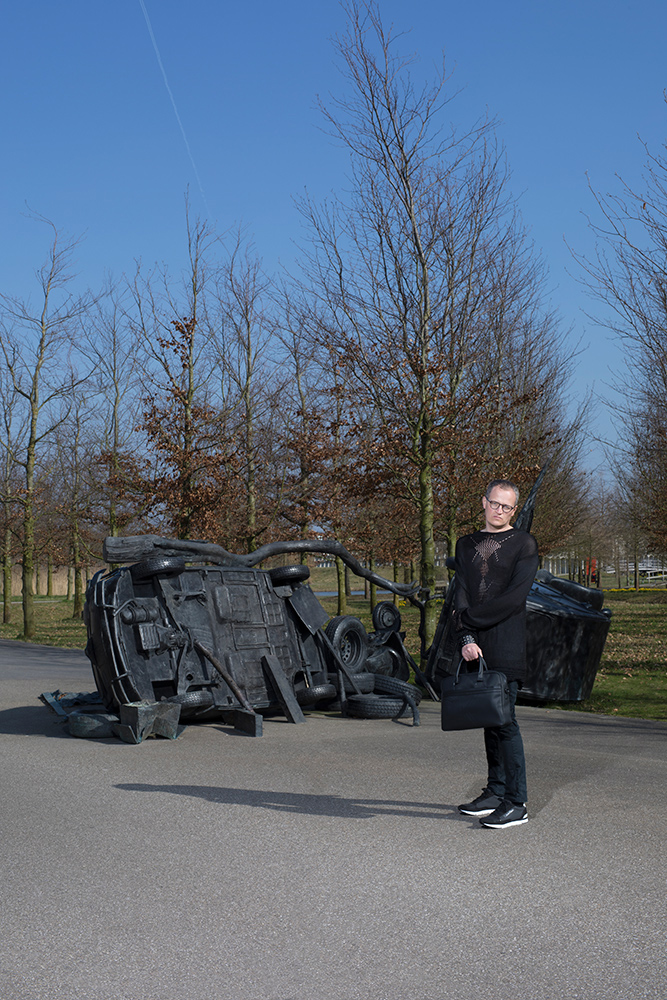
De Binnenhof / Máximapark, Leidsche Rijn
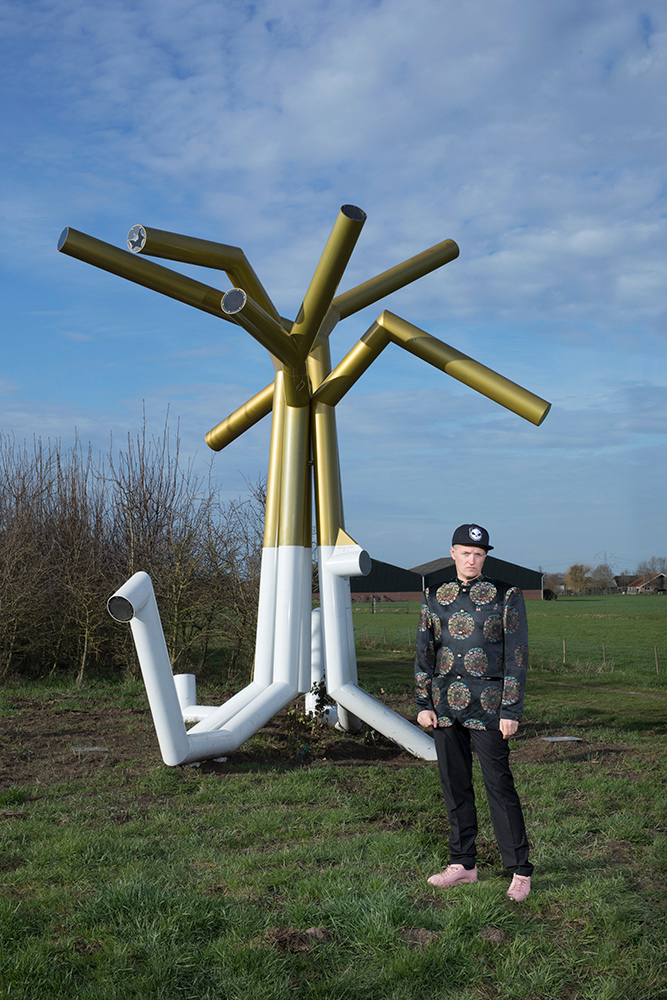
Park Ruyghe Wey, Oudewater
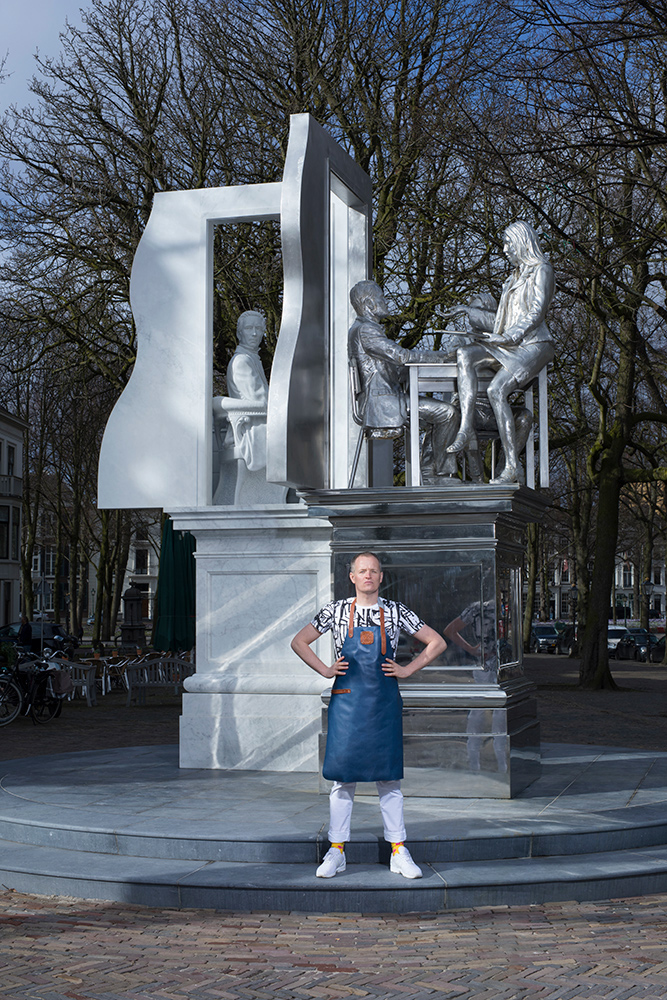
Lange Voorhout / Tournooiveld, Den Haag
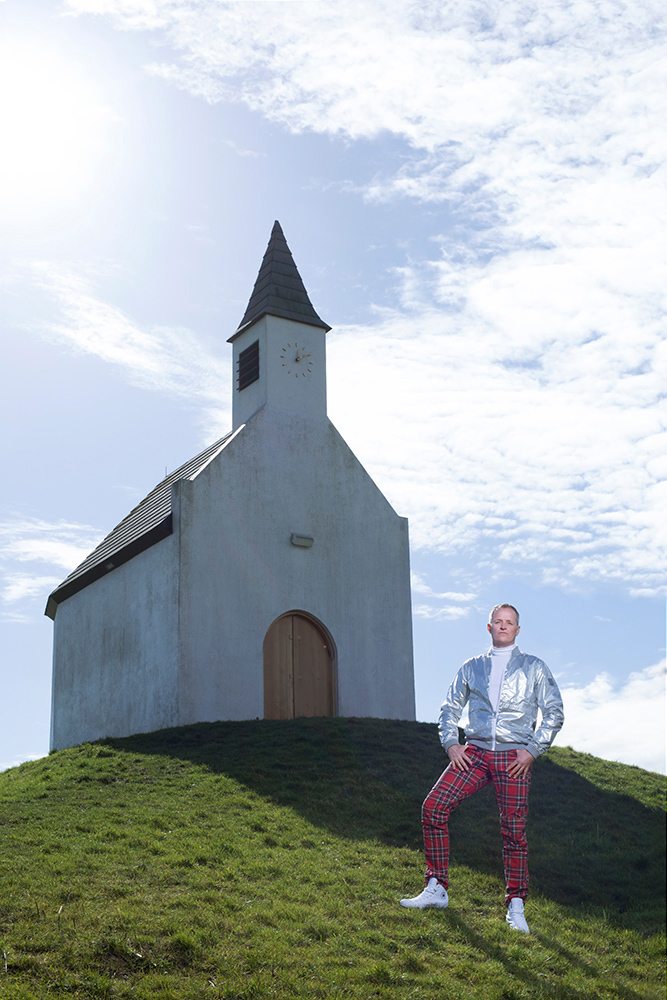
Molenpolderstraat / Vrouw Avenweg, Leidschenveen
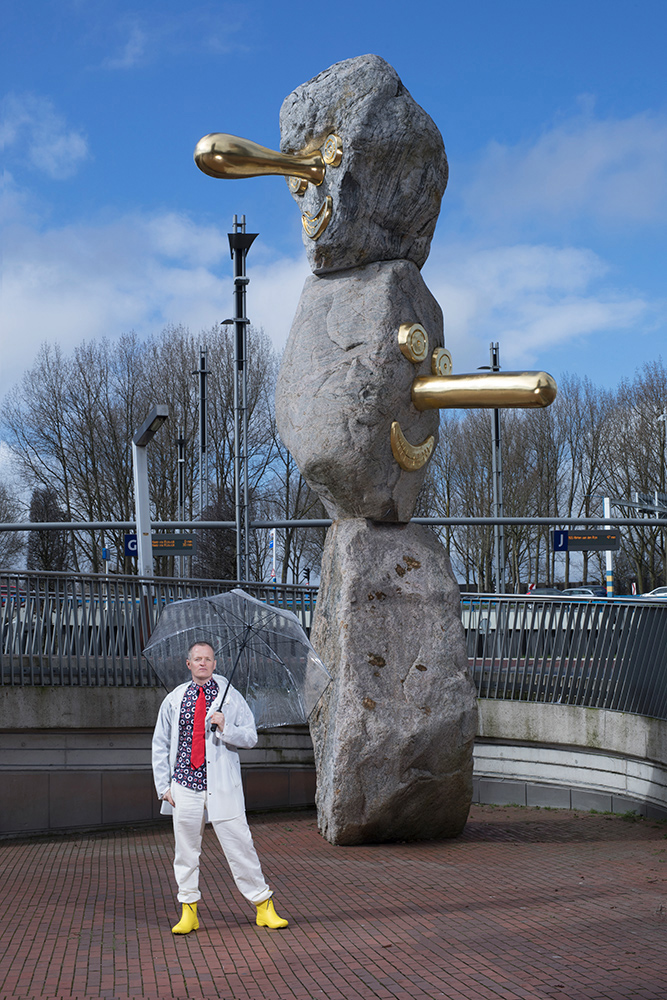
Nederlandlaan / Centrum West, Zoetermeer

### Holiday Trouvé
In 2014 onderzocht Samson of het beleven van een zogenoemde all-inclusive vakantie als een objet trouvé kunstwerk kan worden ervaren. Gedurende één week verbleef hij tezamen met een bezoeker van kunstcentrum TENT Rotterdam in een resort hotel in de Turkse badplaats Çeşme. Het tweetal zou er beoordeeld hebben of het ondergaan van een zonvakantie een goede aanvulling kan vormen op meer traditionele vormen van kunstbeleving. Volgens recensenten maakte het uiteindelijke filmverslag niet duidelijk of Samson een pleitbezorger dan wel een criticus van 'modern levensgevoel' zou zijn.

### Het Liberaal Herbarium (met Halbe Zijlstra)
Voorafgaand aan de Tweede Kamerverkiezingen van 2012 vervaardigde Samson een kunstwerk in samenwerking met VVD politicus Halbe Zijlstra. Tezamen met de toenmalige staatssecretaris van Onderwijs, Cultuur en Wetenschap stelde hij een herbarium samen. Met de wereld van wilde flora als metafoor sprak het tweetal zich uit voor een kunstklimaat waarbinnen kunstenaars zichzelf niet afhankelijk maken van door de politiek te beïnvloeden voedingssystemen. Een fotoregistratie van de collaboratie werd één dag voor de verkiezingen gepubliceerd in het NRC Handelsblad. Kunstmagazine Metropolis M omschreef het werk als een "licht onpasselijk makend beeld".

### Praaltocht van koers en oogst
In februari 2012 werd Samson uitgenodigd de openingsceremonie te realiseren van kunstpand NP3.tmp in Groningen. Door het
centrum van deze stad liet de kunstenaar een processie trekken. Onder de titel Praaltocht van koers en oogst bewogen vrijwilligers een selectie gesponsorde luxegoederen door het stadshart. Alle artikelen, van fitnessmachines tot buitenkeukens, waren "geofferd" vanuit het bedrijfsleven. Na afloop van de ommegang kwamen de voorwerpen in het bezit van de kunstenaar.

### Art Babes
In 2011 werd de kunstreeks Art Babes gelanceerd tijdens kunstbeurs Art Rotterdam. Het project betrof een samenwerking met fotograaf Jeronimus van Pelt, en toonde foto's van acht vrouwelijke kunstprofessionals die zich als lustobject hadden laten vastleggen. Onder hen waren kunstfilosofen, kunstenaars,curatoren en een museumdirecteur. Doel was te onderzoeken of het vrouwelijke intellectuelen vanuit de samenleving gegund wordt zichzelf vanuit hun seksuele hoedanigheid te tonen. Het project zorgde voor veel discussie en mediabelangstelling. De hoofdredactie van tijdschrift Kunstbeeld selecteerde Art Babes als "minst te waarderen kunstwerk van de internationale kunstbeurs".

### Tabloid met Frits Bolkestein
In 2011 vervaardigde Samson een tabloid met medewerking van Frits Bolkestein. Deze krant toonde de registratie van een "vertroeteldag" waarmee Frits Bolkestein door de kunstenaar was onthaald in het culturele kwartier van Rotterdam (omgeving Witte de Withstraat en Museumpark). De tabloid verscheen daags nadat Frits Bolkestein tijdens een manifestatie tegen cultuurbezuinigingen had bepleit dat het Kabinet-Rutte I meer geld zou moeten vrijmaken voor kunst en cultuur, door te bezuinigen op ontwikkelingssamenwerking.

### Kleur bekennen
In 2008 liet Samson honderden scholieren opzegbrieven formuleren waarmee hij zijn lidmaatschap van de Partij van de Arbeid kon beëindigen. De studenten kregen het verzoek vanuit zijn naam een reden aan te dragen waarom hij niet meer lid van de partij zou willen zijn. Alle poststukken werden, gesigneerd door Samson, verzonden naar het partijkantoor in Amsterdam. Dit leertraject, met de naam Kleur bekennen, was onderdeel van een educatieprogramma van
tentoonstellingsruimte TENT Rotterdam.

### Trivia
- In 2011 kreeg Samson het verzoek van de Wiardi Beckman Stichting een aantal kunstwerken te publiceren in het maandblad 'Socialisme & Democratie'. De redactie van het magazine weigerde uiteindelijk de selectie te plaatsten. In de ogen van het wetenschappelijk bureau van de PvdA zouden de afbeeldingen een te rechts karakter hebben.[27]